# Военный контингент Чехии в Мали
Военный контингент Чехии в Мали — подразделение вооружённых сил Чехии, с 2013 до 2023 года действовавшее на территории Мали.

## История
После военного переворота в Мали весной 2012 года, 11 января 2013 года Франция начала на территории страны военную операцию «Сервал».
17 января 2013 года было принято решение о создании военной миссии Евросоюза в Мали, в деятельности которой приняли участие 22 страны Евросоюза (в том числе, Чехия); 20 февраля 2013 года правительство и парламент страны утвердили предельную численность контингента (до 50 военнослужащих).
14-17 марта 2013 года первое подразделение (34 военнослужащих, три бронированных джипа Land Rover 130 Kajman и два бронированных грузовика Tatra T 815) на трёх транспортных самолётах было доставлено из аэропорта Праги в Мали, задачами этого подразделения являлась охрана штаба миссии Евросоюза в городе Бамако (а с сентября 2013 года - и обучение военнослужащих Мали).
25 апреля 2013 года Совет Безопасности ООН принял резолюцию № 2100 о проведении комплексной операции по стабилизации обстановки в Мали (MINUSMA).
После того, как в августе 2013 года правительство Нигерии вывело из Мали свой миротворческий контингент (1200 военнослужащих), общая численность войск ООН сократилась и обстановка в стране осложнилась. Руководство ООН обратилось с просьбой к мировому сообществу выделить в Мали дополнительные силы. В результате, поставленные перед военнослужащими Чехии задачи были расширены - помимо охраны штаба военной миссии ЕС в Бамако они начали охранять здание военного госпиталя в Бамако, а второе прибывшее в страну подразделение Чехии в середине сентября 2013 года начало военное обучение и тренировки солдат малийской армии в учебном центре "Koulikoro", расположенном в 57 км северо-восточнее столицы, недалеко от реки Нигер. Обучение солдат и младшего командного состава пехотных батальонов Мали проходило по французским программам.
Другие военнослужащие Чехии участвовали в патрулировании местности и сопровождении автоколонн. Продолжительность службы в Мали составляла шесть месяцев, затем проходила замена личного состава. 
23 апреля 2015 года правительство Чехии согласилось увеличить участие в операции в Мали и отправило в Мали подразделение из 25 военнослужащих (которое было решено включить в состав голландского контингента, находившегося на севере страны).
21 марта 2016 года охранявшие здание штаба EUTM в Бамако солдаты Чехии вступили в перестрелку с боевиком, который приблизился к главным воротам и открыл огонь из автомата Калашникова. В дальнейшем, нападавший был застрелен военнослужащими Мали.
В мае-июне 2018 года парламент Чехии принял пакет документов, разрешивший увеличить численность контингента в Мали на 70 человек и 10 декабря 2018 года оно было увеличено до 120 человек (дополнительный личный состав использовался для охраны учебного центра "Koulikoro").
26 сентября 2018 года правительство Чехии приняло решение открыть посольство Чехии в столице Мали (которое начало функционировать с 1 января 2019 года).
28 марта 2020 года было объявлено о решении сформировать для борьбы с терроризмом на территории Мали группу "Такуба", в состав которой вошли военнослужащие 11 стран Европы (Бельгии, Великобритании, Дании, Нидерландов, Норвегии, Португалии, Франции, ФРГ, Чехии, Швеции и Эстонии), находившиеся под общим командованием Франции, а также военнослужащие Нигера и Мали.
В период с 12 июня 2020 года до января 2021 года командующим EUTM Mali являлся представитель вооружённых сил Чехии (бригадный генерал Frantisek Ridzak). Это первый случай в истории Чехии, когда представитель вооружённых сил Чехии командовал войсками стран-союзников.
17 мая 2022 года было объявлено о намерении сократить персонал военной миссии Евросоюза в Мали.
31 августа 2022 года министр обороны Чехии Я. Чернохова выступила с заявлением, что Чехия не станет продлевать участие в операции EUTM в период после завершения уже согласованных и взятых на себя обязательств в середине декабря 2022 года, однако военнослужащие Чехии "останутся в регионе" (несколько солдат Чехии находились в составе миротворческих сил ООН в Мали).
3 ноября 2022 было объявлено о намерении закрыть посольство Чехии в столице Мали.
30 июня 2023 года Совет Безопасности ООН единогласно принял резолюцию о завершении миссии ООН в Мали.

## Потери
По официальным данным ООН, за период с начала операции 25 апреля 2013 года до 30 июня 2023 года в ходе операции MINUSMA в Мали погибли 311 миротворцев ООН (и граждан Чехии среди них не имелось).
Однако следует учитывать, что в это время на территории Мали находились военнослужащие и государственные гражданские служащие Чехии, не входившие в состав миротворческих сил ООН (как сообщила министр обороны Чехии Я. Чернохова, помимо четырёх военнослужащих Чехии в составе сил ООН, обеспечивавших охрану штаба MINUSMA и военнослужащих EUTM, на территории Мали в 2020-2022 гг. находилось "несколько десятков" военнослужащих спецподразделений Чехии, действовавших в составе группы "Такуба", которые не входили в состав персонала MINUSMA и EUTM).
В июне 2021 года автомашина с несколькими военнослужащими спецназа Чехии из группы "Такуба" подорвалась на мине, пострадавших не имелось.